# Треш-метал
Треш-ме́тал або просто треш (англ. thrash metal, від to thrash — бити, молотити, тарабанити) — екстремальний піджанр важкого металу, характерний швидким темпом та загальною атмосферою агресії, котрий виник у першій половині 1980-х років. У композиціях, як правило, застосовуються швидкі ударні ритми та гітарні рифи низької частоти. Тексти пісень переважно несуть у собі тематику соціальних антагонізмів чи окультизму.
Треш сформовано в результаті об'єднання швидких ударних хардкор-панку з подвійними бас-барабанами і складністю виконання NWOBHM. Жанр виник частково як негативна реакція на традиційний глем — менш агресивний, підпопсовий піджанр. Треш-метал став джерелом натхнення для дезу та блеку.
«Велику четвірку» засновників склали американські гурти — Anthrax, Megadeth, Metallica та Slayer.

## Виникнення
Термін «треш-метал» вперше був використаний у тижневику Kerrang! щодо пісні Anthrax «Metal Thrashing Mad». Певна заслуга у формуванні трешу початку 80-х належала колективу Metallica — їхній твір «Kill 'Em All» виданий в 1983 році окремими оглядачами вважався першим трешовим альбомом.
У початку-середині 80-х з'явилося чимало треш-гуртів і за межами США — від канадського Annihilator і бразильського Sepultura до німецьких Kreator, Destruction і Sodom.
Американці не змогли, та й не намагалися повністю відтворити досить відточене звучання британських металістів. Вони привнесли у звучання неабияку долю незавершеності, брутальності й люті. Для трешу характерні жорсткі, лапідарні рифи басу і ритму. Темп коливається від помірно-швидкого до швидкого. Типовою ознакою стилю є інтенсивне басово-гітарне тремоло (як правило, по напівпритиснутих струнах, що дає багато шумових призвуків) і ритмічний унісон з кулеметними чергами двох бочок (звідси, власне і назва стилю: від англійського to thrash — бити, молотити, тарабанити). Лінії вокалу нерідко дисонують з інструментальною фактурою. При цьому в треші, нехай навіть як контрастні «вставки», нерідко зустрічаються запозичення класичної музики (наприклад перебори напівакустичної гітари і «барокові» гітарні соло Metallica і Megadeth), так само як і більш глибокі приклади перетворення принципів симфонічної драматургії.
Його значення велике й сьогодні, хоча корифеї напрямку в 1990-х намагалися звернути з обраного шляху (Metallica — у бік полегшення, декоративності звуку, Megadeth — до електронних експериментів). Творчість Sodom стала перехідним щаблем від трешу до дезу, а Sepultura до груву.

## Піджанри
- Технічний треш-метал — треш-метал з впливом класичної музики, авангардної музики, прогресивного року, джазу. Наяйскравіші представники: Coroner, Annihilator, Toxik, Voivod.
- Ґрув-метал або пост-треш — має інтенсивність і звук треш-металу, але зіграний в середному темпі, причому більшість гуртів роблять лише випадкові набіги на швидкий темп, але з початку 1990-х він почав віддавати перевагу звучанню, більш похідному від дез-металу.
- Кросовер-треш — треш-метал із сильнішими елементами панку, його загальне звучання має більший вплив панку, ніж традиційний треш-метал, але містить більше елементів важкого металу, ніж хардкор-панк і трешкор.

## Регіональні сцени
Як і для багатьох інших музичних напрямків, для треш-металу також можна виділити окремі регіони поширення даного стилю, де його звучання набуває особливих, притаманних тільки даному регіону характерних рис.
- Австралійський треш-метал[en] (англ. Australian thrash metal), регіональна австралійська сцена заснована у пізніх 1980-х. Тематично найбільш виражена у бік мілітаризму, серед найяскравіших представників Armoured Angel, Deströyer 666, Mortal Sin, Hobbs' Angel of Death та інші.
- Бей-Еріа треш-метал[en] (англ. Bay Area thrash metal, укр. Треш-метал із території затоки Сан-Франциско): Окрім того, що є найбільш комерційно успішними, гурти із території затоки Сан-Франциско, як правило, є найбільш прогресивними і технічними серед основних регіональних сцен трешу, а на них сильно вплинула Нова Хвиля Британського Хеві Металу (NWOBHM). Metallica, Testament, Exodus, Death Angel, Vio-lence, Forbidden, Possessed та Sadus є яскравими прикладами гуртів, які походять з цього регіону.
- Іст-Коуст треш-метал (англ. East Coast thrash metal, укр. Треш-метал із території Східного узбережжя США): Зосереджений переважно у Нью-Йорку, треш-метал із території Східного узбережжя США мав тенденцію відображати звук, який включав сильний вплив хардкор-панку. Акцент було зроблено на агресивність та швидкість, а не на технічність. Anthrax, Overkill, Nuclear Assault та Whiplash ілюструють стиль, який виник з цієї регіональної сцени.
- Канадський треш-метал (англ. Canadian thrash metal): Серед канадських треш-метал-гуртів найбільш відомими гуртами є Annihilator, Voivod, Razor та Sacrifice, які формують так звану «велику четвірку» канадського треш-металу.
- Британський треш-метал (англ. British thrash metal): Британські трешеві гурти опирались більше на підхід у стилістиці традиційного хеві-металу, зазвичай важчий і менш агресивний, ніж у їхніх американських колег. Найвідомішими гуртами із цієї сцени є Acid Reign, Onslaught, Xentrix та Sabbat.
- Бразильський треш-метал (англ. Brazilian thrash metal): Бразильська треш-сцена відрізняється тим, що там виникло декілька гуртів, які стануть основними для поширення бразильського треш-металу на початку 1990-х років. Існувало три сцени, де виник бразильський треш-метал: Белу-Оризонті (найбільш видатна), Сан-Паулу та Ріо-де-Жанейро. Найбільш відомими гуртами із цієї сцени є Sepultura, Dorsal Atlântica, Executer, Chakal, MX, Korzus, Holocausto та Sarcófago.
- Тевтонський треш-метал[en] (англ. Teutonic thrash metal): Німецький та швейцарський регіони сформували свій власний стиль з середини 1980-х років. Найбільш відомими гуртами із цієї сцени є Kreator, Destruction, Sodom, Tankard, Holy Moses, Exumer, Coroner, Messiah та Celtic Frost.
- Український треш-метал (англ. Ukrainian thrash metal): Найстарішими та найбільш відомими гуртами із цієї сцени є Adem (1983), Trashmachine (1987), Metalforce (1988), Reactor (1988). HELL:ON (2005). Також в Україні почалася нова хвиля треш-металу наприкінці 2010-х років: Zombie Attack (2010), Crusher, Bestial Invasion (2014), Diabolical Insane (2021 рік).
- Польський треш-метал (англ. Polish thrash metal): Найбільш відомими гуртами із цієї сцени є Vader, Kat[en], Turbo, Acid Drinkers, Acid Drinkers, Hunter та Witchmaster.
- Російський треш-метал (англ. Russian thrash metal): Найбільш відомими гуртами із цієї сцени є Корозія Металу, Фронт, Чорний Обеліск, Мастер, Шах та Круїз.